# Beady Eye
Beady Eye var ett brittiskt rockband som bildades hösten 2009. Bandet bestod av de medlemmar som blev kvar i Oasis efter att Noel Gallagher hoppat av: Liam Gallagher var Beady Eyes sångare och frontfigur. Gem Archer var gitarrist och var på 90-talet även frontman i britpopgruppen Heavy Stereo och rytmgitarrist i Oasis 1999-2009; Andy Bell var gitarrist och var på 90-talet medlem och låtskrivare i såväl framgångsrika shoegaze-bandet Ride som britpopgruppen Hurricane No. 1. Han fungerade som basist i Oasis 1999-2009. Chris Sharrock har bland annat spelat trummor i The La's och var med i Oasis 2008-2009. I början av 2013 gick även Kasabian-basisten Jay Mehler med i gruppen. Gallagher, Archer och Bell delade upp låtskrivandet mellan sig, men samtliga egenkompositioner krediteras hela trion. Bandet har till största del enbart framfört nytt material när man spelat inför publik, men på slutceremonin av OS i London 2012 framförde man Oasislåten "Wonderwall".
Under 2010 spelade Beady Eye in sin debutskiva. I oktober 2010 spelade bandet in videon till sin första vinylsingel "Bring The Light" som släpptes den 22 november. I julhelgen kom andra vinylsingeln "Four Letter Word" innan första officiella singeln "The Roller" släpptes i början av januari. Albumet släpptes den 28 februari 2011 under namnet Different Gear, Still Speeding. Den internationella kritikerkåren var överlag positiv till albumet, som producerades av Stephen Lillywhite. Albumets sound var mycket 60-tals-influerat och jämfördes med bland andra The Beatles, The Who och The Rolling Stones. Albumet nådde som bäst en tredjeplats på den brittiska försäljningslistan.
2013 Släpptes andra albumet, BE. Dave Sitek, känd från elektroniska rockbandet TV On The Radio, var ett överraskande val som producent. Första singeln "Second Bite Of The Apple" kom ut i april, liksom vinylsingeln "Flick Of The Finger". Albumet präglades av ett något mer modernt sound än debutskivan och Siteks påverkan på bandet togs emot väl av såväl kritikerkår som fans. De tydliga influenserna hämtades dock, precis som tidigare, från Beatles. Albumet nådde som bäst en andraplats på den brittiska försäljningslistan.
I oktober 2014 meddelade Liam Gallagher via Twitter att Beady Eye splittrats.

## Medlemmar
- Liam Gallagher – sång, tamburin (2009–2014)
- Gem Archer – sologitarr, rytmgitarr, keyboard, bakgrundssång (2009–2014)
- Andy Bell – sologitarr, rytmgitarr, keyboard, bakgrundssång (2009–2014)
- Chris Sharrock – trummor, percussion
- Jeff Wootton – basgitarr (2009–2013)
- Jay Mehler – basgitarr (2013–2014)

## Diskografi
Studioalbum
- 2011 – Different Gear, Still Speeding
- 2013 – BE

Singlar
- "Bring The Light" (2010)
- "Four Letter Word" (2011)
- "The Roller" (2011)
- "Millionaire" (2011)
- "The Beat Goes On" (2011)
- "Flick Of The Finger" (2013)
- "Second Bite Of The Apple" (2013)